# 薩米爾·卡魯瑟斯
薩米爾·卡魯瑟斯（英語：Samir Carruthers；1993年4月4日—）是一位愛爾蘭足球運動員。在場上的位置是邊鋒。他現在效力於英乙球隊劍橋聯。他也代表愛爾蘭國家足球隊參賽。

## 外部連結
- 薩米爾·卡魯瑟斯－UEFA國際賽競賽紀錄
- 足球数据库：薩米爾·卡魯瑟斯的球员统计数据